# Elisabetta Anna di Prussia
Elisabetta Anna di Prussia (Potsdam, 8 febbraio 1857 – Fulda, 28 agosto 1895) era la secondogenita del feldmaresciallo principe Federico Carlo di Prussia (1828-1885) e di sua moglie, la principessa Maria Anna di Anhalt (1837-1906).

## Biografia
Attraverso sua sorella Luisa Margherita, duchessa di Connaught, e la di lei figlia Margherita, principessa ereditaria di Svezia, Elisabetta Anna era imparentata con le famiglie reali inglese e svedese. Fu una delle madrine di battesimo della principessa Patrizia, un'altra figlia di sua sorella Luisa Margherita.

## Matrimonio
Il 18 febbraio del 1878 sposò a Berlino il granduca ereditario di Oldenburg Federico Augusto II di Oldenburg. Si trattò di un doppio matrimonio: contemporaneamente la principessa Carlotta, figlia del principe della corona, sposò Bernardo, principe ereditario di Sassonia-Meiningen. Si trattava del primo grande evento occorso da quando la Prussia aveva dato vita, nel 1870 all'Impero tedesco e alle nozze parteciparono molti personaggi importanti, tra cui re Leopoldo II del Belgio e sua moglie la regina Maria Enrichetta. Anche il principe di Galles partecipò alle nozze, in quanto Carlotta era sua nipote.
Dal matrimonio tra Elisabetta Anna e Federico Augusto nacquero due figlie:
- Sofia Carlotta (1879−1964), sposò nel 1906 il principe Eitel Federico di Prussia, figlio secondogenito dell'imperatore Guglielmo II di Germania[5].
- Margherita (1881−1882)

## Morte
Elisabetta Anna morì il 28 agosto 1895, prima che il marito succedesse al padre come Granduca di Oldenburg. Prima della sua morte Federico Augusto stava costruendo una nuova residenza nella città di Oldenburg; una volta che Elisabetta Anna morì, l'edificio venne battezzato Elisabeth-Anna-Palais in suo onore. Federico Augusto sposò in seguito Elisabetta Alessandrina di Meclemburgo-Schwerin, figlia del granduca Federico Francesco II di Meclemburgo-Schwerin.

## Ascendenza
|                                   |                           |                                            | Genitori                                  |  |  | Nonni |  |  | Bisnonni                          |  |  | Trisnonni                        |  |
|                                   |                           |                                            |                                           |  |  |       |  |  | Federico Guglielmo III di Prussia |  |  | Federico Guglielmo II di Prussia |  |
|                                   |                           |                                            |                                           |  |  |       |  |  | Federico Guglielmo III di Prussia |  |  | Federico Guglielmo II di Prussia |  |
|                                   |                           | Federica Luisa d'Assia-Darmstadt           |                                           |  |  |       |  |  | Federico Guglielmo III di Prussia |  |  |                                  |  |
| Carlo di Prussia                  |                           |                                            |                                           |  |  |       |  |  | Federico Guglielmo III di Prussia |  |  |                                  |  |
|                                   |                           | Luisa di Meclemburgo-Strelitz              | Carlo II di Meclemburgo-Strelitz          |  |  |       |  |  |                                   |  |  |                                  |  |
|                                   |                           | Luisa di Meclemburgo-Strelitz              | Carlo II di Meclemburgo-Strelitz          |  |  |       |  |  |                                   |  |  |                                  |  |
|                                   |                           | Luisa di Meclemburgo-Strelitz              | Federica d'Assia-Darmstadt                |  |  |       |  |  |                                   |  |  |                                  |  |
| Federico Carlo di Prussia         |                           | Luisa di Meclemburgo-Strelitz              |                                           |  |  |       |  |  |                                   |  |  |                                  |  |
|                                   |                           | Carlo Federico di Sassonia-Weimar-Eisenach | Carlo Augusto di Sassonia-Weimar-Eisenach |  |  |       |  |  |                                   |  |  |                                  |  |
|                                   |                           | Carlo Federico di Sassonia-Weimar-Eisenach | Carlo Augusto di Sassonia-Weimar-Eisenach |  |  |       |  |  |                                   |  |  |                                  |  |
|                                   |                           | Carlo Federico di Sassonia-Weimar-Eisenach | Luisa Augusta d'Assia-Darmstadt           |  |  |       |  |  |                                   |  |  |                                  |  |
| Maria di Sassonia-Weimar-Eisenach |                           | Carlo Federico di Sassonia-Weimar-Eisenach |                                           |  |  |       |  |  |                                   |  |  |                                  |  |
|                                   |                           | Marija Pavlovna Romanova                   | Paolo I di Russia                         |  |  |       |  |  |                                   |  |  |                                  |  |
|                                   |                           | Marija Pavlovna Romanova                   | Paolo I di Russia                         |  |  |       |  |  |                                   |  |  |                                  |  |
|                                   |                           | Marija Pavlovna Romanova                   | Sofia Dorotea di Württemberg              |  |  |       |  |  |                                   |  |  |                                  |  |
| Elisabetta Anna di Prussia        |                           | Marija Pavlovna Romanova                   |                                           |  |  |       |  |  |                                   |  |  |                                  |  |
|                                   | Federico di Anhalt-Dessau | Leopoldo III di Anhalt-Dessau              |                                           |  |  |       |  |  |                                   |  |  |                                  |  |
|                                   | Federico di Anhalt-Dessau | Leopoldo III di Anhalt-Dessau              |                                           |  |  |       |  |  |                                   |  |  |                                  |  |
|                                   | Federico di Anhalt-Dessau | Luisa di Brandeburgo-Schwedt               |                                           |  |  |       |  |  |                                   |  |  |                                  |  |
| Leopoldo IV di Anhalt-Dessau      | Federico di Anhalt-Dessau |                                            |                                           |  |  |       |  |  |                                   |  |  |                                  |  |
|                                   |                           | Amalia d'Assia-Homburg                     | Federico V d'Assia-Homburg                |  |  |       |  |  |                                   |  |  |                                  |  |
|                                   |                           | Amalia d'Assia-Homburg                     | Federico V d'Assia-Homburg                |  |  |       |  |  |                                   |  |  |                                  |  |
|                                   |                           | Amalia d'Assia-Homburg                     | Carolina d'Assia-Darmstadt                |  |  |       |  |  |                                   |  |  |                                  |  |
| Maria Anna di Anhalt              |                           | Amalia d'Assia-Homburg                     |                                           |  |  |       |  |  |                                   |  |  |                                  |  |
|                                   |                           | Luigi Carlo di Prussia                     | Federico Guglielmo II di Prussia          |  |  |       |  |  |                                   |  |  |                                  |  |
|                                   |                           | Luigi Carlo di Prussia                     | Federico Guglielmo II di Prussia          |  |  |       |  |  |                                   |  |  |                                  |  |
|                                   |                           | Luigi Carlo di Prussia                     | Federica Luisa d'Assia-Darmstadt          |  |  |       |  |  |                                   |  |  |                                  |  |
| Federica di Prussia               |                           | Luigi Carlo di Prussia                     |                                           |  |  |       |  |  |                                   |  |  |                                  |  |
|                                   |                           | Federica di Meclemburgo-Strelitz           | Carlo II di Meclemburgo-Strelitz          |  |  |       |  |  |                                   |  |  |                                  |  |
|                                   |                           | Federica di Meclemburgo-Strelitz           | Carlo II di Meclemburgo-Strelitz          |  |  |       |  |  |                                   |  |  |                                  |  |
|                                   |                           | Federica di Meclemburgo-Strelitz           | Federica d'Assia-Darmstadt                |  |  |       |  |  |                                   |  |  |                                  |  |
|                                   |                           | Federica di Meclemburgo-Strelitz           |                                           |  |  |       |  |  |                                   |  |  |                                  |  |